# Pečnik
Pečnik je naselje v Občini Idrija.  Iz dela ozemlja naselja Pečnik je bilo leta 2009 izločeno Ledinsko Razpotje.